# Maria Gripe
Maria Gripe (født 25. juli 1923, død 5. april 2007) var en svensk forfatter af børne- og ungdomsbøger.
Hendes bøger er oversat til mere end 25 sprog. Hun blev i 1972 tildelt Astrid Lindgren-prisen og i 1974 H.C. Andersen-medaljen for sit forfatterskab. I 1985 modtog hun Nordisk Skolebibliotekarforenings Børnebogspris.
Troen på hvert enkelt menneskes unikke og værdifulde egenskaber er en ledetråd i hendes bøger. Især serien om Elvis Karlsson i 1970'erne fandt mange læsere.
Hun har bl.a skrevet bøgerne: Josefine, Hugo og Josefine, Hugo, skyggen over stenbænken, ... og de hvide skygger i skoven, Skyggernes børn, Skygge skjul, Klokken tolv i nat som sædvanlig, Hemmeligheder og løgne og Hver sin verden og Glaspusterens børn.